# (298) Baptistina
(298) Baptistina – planetoida z pasa głównego planetoid okrążająca Słońce w ciągu 3 lat i 149 dni w średniej odległości 2,26 j.a. Została odkryta 9 września 1890 roku w Observatoire de Nice w Nicei przez Auguste Charloisa. Pochodzenie nazwy planetoidy nie jest znane.

## Możliwy związek zwymieraniem kredowym
Analizy z 2007 roku wskazywały, że planetoidy, które uderzyły w Ziemię 65,5 mln lat temu mogły pochodzić ze zderzenia w pasie planetoid ok. 160 mln lat temu, które utworzyło rodzinę planetoidy Baptistina. Mniejsze fragmenty macierzystego ciała zostały wyrzucone na orbity przecinające się z orbitą Ziemi, a następnie zderzyły się z nią oraz utworzyły krater Tycho na Księżycu. Jednakże późniejsze analizy obserwacji teleskopu kosmicznego WISE wskazują jednak, że rozpad macierzystego ciała Baptistiny nastąpił 80 milionów lat temu, co znacznie zmniejsza prawdopodobieństwo, że jego fragmenty uderzyły w Ziemię pod koniec kredy.